# Wolfgang Schleif
Wolfgang Schleif (autre nom : Alfredo Medori), né le 14 mai 1912 à Leipzig, en Allemagne et mort le 21 août 1984 à Berlin), est un réalisateur et scénariste allemand.

## Biographie
Schleif étudie la philosophie, la psychologie et la pédagogie à l'université de Leipzig. Il travaille au Deutsches Theater de Berlin, où il apprend la mise en scène. Il se lance dans la carrière cinématographique en 1935 et devient assistant-réalisateur en 1938. Il devient aussi scénariste et apprend la technique du montage.
Malgré le fait qu'il avait travaillé au montage du Juif Süss (sorti en France en 1941) et de Kolberg, films de propagande du Troisième Reich, il fut embauché en 1947 par la DEFA, studios de cinéma de la République démocratique allemande à Potsdam. Schleif en effet, après la guerre, s'était retrouvé en zone soviétique et demeurait à Berlin-Est. Il travaille alors sur un film de propagande communiste, Grube Morgenrot, sorti en 1948, dont il est pour la première fois de sa carrière réalisateur. Il réalise l'année suivante un film biographique sur le célèbre alchimiste Böttger, intitulé Die blauen Schwerter (Les Épées bleues (de)). Après le soulèvement de Berlin-Est de juin 1953, Schleif passe à l'Ouest.
Il obtient un immense succès en 1955 avec le film pour la jeunesse Die Mädels von Immenhof, d'après l'œuvre d'Ursula Bruns (de), et tournera les suites policières Die Zwillinge von Immenhof en 1973 et Frühling im Immenhof en 1974. Il tourne des films dans le genre Schlager avec Freddy Quinn qui sont extrêmement populaires en Allemagne, mais aussi quelques films de guerre comme Rommel ruft Cairo et des films policiers comme Der rote Rausch. Au milieu des années 1960, il se consacre beaucoup à la télévision allemande et réalise des feuilletons télévisés ou des séries célèbres telles que la Guerre civile en Russie (Bürgerkrieg in Rußland, 1967).
Il est enterré au cimetière de Dahlem à Berlin.

## Filmographie
- 1950 : Saure Wochen, frohe Feste (de)
- 1954 : Annette de Tharau (Ännchen von Tharau)
- 1955 : Jeunes Amours (de) (Die Mädels vom Immenhof)
- 1955 : Aventures au Tyrol (de) (Zärtliches Geheimnis)
- 1955 : Mes enfants et moi (de) (Meine Kinder und ich)
- 1957 : Rarahu, fleur des îles (Blaue Jungs)
- 1957 : La Nuit de noce manquée (de) (Die verpfuschte Hochzeitsnacht)
- 1958 : Voyage au pays du bonheur (de) (Eine Reise ins Glück)
- 1959 : L'Espion du Caire (de) (Rommel ruft Kairo)
- 1959 : Le Phalène bleu (Der blaue Nachtfalter)
- 1959 : Freddy, sa guitare et la mer (de) (Freddy, die Gitarre und das Meer)
- 1959 : Freddy chante sous les étoiles (de) (Freddy unter fremden Sternen)
- 1960 : Longue est la route (de) (Weit ist der Weg)
- 1960 : Freddy et la mélodie de la nuit (de) (Freddy und die Melodie der Nacht)
- 1960 : Lutte sans quartier (Sfida nella città dell' oro)
- 1961 : Une blonde à Capri (de) (Blond muß man sein auf Capri)
- 1961 : Agence matrimoniale Aurora (Eheinstitut Aurora)
- 1961 : Ne fais pas le singe ! (de) (Ach Egon!)
- 1962 : Coup dur à Tanger (Zwischen Schanghai und St. Pauli)
- 1962 : Der rote Rausch
- 1963 : Ferien wie noch nie (de)
- 1964 : FBI opération vipère jaune (de) (Im Nest der gelben Viper)
- 1970 : Ne vous en faites surtout pas (de) (Hurra, unsere Eltern sind nicht da)
- 1975 : Arpad - Zwei Teufelskerle räumen auf, téléfilm réalisé par Alfredo Medori, version alternative et raccourcie du feuilleton français Arpad le Tzigane de Christian-Jaque (1973)